# Chicago (franchise)
Pour les articles homonymes, voir Chicago (homonymie).
Production
Diffusion
La franchise Chicago (également appelée One Chicago) est une franchise médiatique de séries télévisées américaines créées par Dick Wolf, Derek Haas (en), Michael Brandt et Matt Olmstead, et diffusée sur NBC, qui traitent toutes des différents services publics de la ville de Chicago (Illinois), dont le Chicago Police Department et le Chicago Fire Department.
Au 21 mai 2025, 719 épisodes de la franchise de Chicago ont été diffusés.

## Aperçu
One Chicago se concentre sur la vie professionnelle et privée des pompiers, des policiers, du personnel médical d'urgence et des professionnels du droit qui desservent la ville de Chicago. Un thème récurrent et unificateur des quatre séries est le Molly's, un petit bar appartenant à trois pompiers fréquenté par les personnages des quatre séries.
Le 22 mai 2017, la série Chicago Justice est annulée au bout d'une saison.
À l'automne 2018, NBC a déplacé les trois émissions dans des plages horaires consécutives mercredi. Le 27 février 2019, NBC a renouvelé Chicago Fire, Chicago P.D. et Chicago Med pour leurs huitième, septième et cinquième saisons, respectivement. Les trois émissions de Chicago conserveront leurs plages horaires respectives pour la saison de télévision 2019-2020.
Le 27 février 2020, NBC renouvelle ses séries pour trois autres saisons. Les renouvellements couvrent Chicago Fire jusqu'à sa 11e saison; Chicago P.D. jusqu'à sa 10e saison; Chicago Med jusqu'à sa 8e saison. Le 13 mars 2020, la production a été suspendue en raison de la pandémie de Covid-19. Le 27 août 2020, NBC a annoncé que Chicago Fire, Chicago PD et Chicago Med reviendront le mercredi 11 novembre 2020.
Le 11 avril 2023, NBC renouvelle les trois séries. Chicago Fire revient pour une saison 12, tandis que Chicago P.D. et Chicago Med reviendront pour leurs 11e et 9e saisons, respectivement.
Le 21 mars 2024, NBC renouvelle les trois séries, One Chicago revient le mercredi 25 septembre 2024.
Le 5 mai 2025, NBC renouvelle les trois séries, One Chicago revient le mercredi 1er octobre 2025.

### Chicago Fire

Logo de la série Chicago Fire.

Chicago Fire suit la vie, à la fois professionnelle et personnelle, des pompiers, des ambulanciers paramédicaux et des membres de l'équipe de sauvetage de la caserne 51 du Chicago Fire Department de Wallace Boden (Eamonn Walker), responsable de la caserne.
Un pompier du centre de secours 51 meurt tragiquement lors d'un incendie. La tragédie frappe chaque pompier et particulièrement les deux lieutenants, Matthew Casey (Jesse Spencer) et Kelly Severide (Taylor Kinney), responsables chacun d'une équipe et d'un camion: l'échelle pour Matthew Casey et les secours pour Kelly Severide.
- Créateurs : Michael Brandt et Derek Haas (en)
- Producteur délégué : Dick Wolf, Michael Brandt,  Derek Haas (en), Matt Olmstead, (2012-2017), Arthur W. Forney (depuis 2015)

### Chicago Police Department

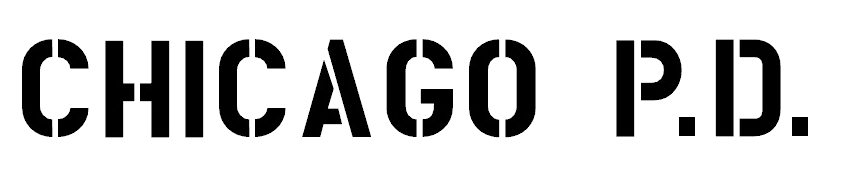
Logo de la série Chicago Police Department.

Chicago P.D. suit les officiers de patrouille en uniforme et les détectives de l'unité de renseignement du 21e district du Chicago Police Department, dirigée par le sergent Hank Voight (Jason Beghe).
L'équipe de Voight inclus Jay Halstead (Jesse Soffer), Adam Ruzek (Patrick Flueger), Kim Burgess (Marina Squerciati), Kevin Atwater (LaRoyce Hawkins), suivi de Hailey Upton (Tracy Spiridakos) et Vanessa Rojas (Lisseth Chavez) à la suite des départs d'Erin Lindsay (Sophia Bush) et Antonio Dawson (Jon Seda).
L'épisode de Chicago Fire "Adieu, Hallie (Let Her Go)" sert d'épisode pilote.
- Créateurs : Dick Wolf et Matt Olmstead
- Développement : Michael Brandt et Derek Haas (en)
- Producteur délégué : Dick Wolf, Michael Brandt, Derek Haas (en), Matt Olmstead (2014-2017) Arthur W. Forney (depuis 2015)

### Chicago Med

Logo de la série Chicago Med.

Chicago Med suit les médecins et les infirmières du Gaffney Chicago Medical Center, dirigée par Sharon Goodwin (Sharon Epatha Merkerson).
L'épisode de Chicago Fire "Carnage aux urgences (I Am the Apocalypse)" sert d'épisode pilote.
- Créateurs : Dick Wolf et Matt Olmstead
- Développement : Michael Brandt et Derek Haas (en)
- Producteur délégué : Dick Wolf, Michael Brandt, Derek Haas (en), Matt Olmstead, Arthur W. Forney

### Chicago Justice

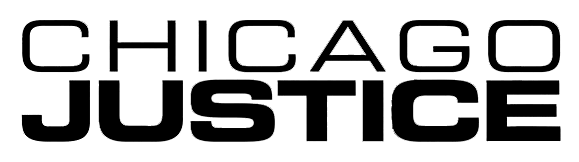
Logo de la série Chicago Justice.

Chicago Justice suit les procureurs et enquêteurs du bureau du procureur de l'État du comté de Cook.
L'épisode de Chicago P.D. "Au-dessus des lois (Justice)" sert d'épisode pilote.
Le 22 mai 2017, la série a été annulée après une saison.
- Créateurs : Dick Wolf, Michael Brandt, Derek Haas (en), Matt Olmstead
- Développement : Michael Brandt, Derek Haas (en), Matt Olmstead
- Producteur délégué : Dick Wolf, Michael Brandt, Derek Haas (en), Matt Olmstead, Arthur W. Forney

## Séries
| Série           | Saison         | Saison         | Épisode        | Diffusion originale sur NBC | Diffusion originale sur NBC | Nombre moyen de téléspectateurs (millions) | Rang | Statut        |
| Série           | Saison         | Saison         | Épisode        | Première diffusion          | Dernière diffusion          | Nombre moyen de téléspectateurs (millions) | #    | Statut        |
| --------------- | -------------- | -------------- | -------------- | --------------------------- | --------------------------- | ------------------------------------------ | ---- | ------------- |
| Chicago Fire    |                | 1              | 24             | 10 octobre 2012             | 23 mai 2013                 | 7.78                                       | 51   | en production |
| Chicago Fire    |                | 2              | 22             | 24 septembre 2013           | 13 mai 2014                 | 9.70                                       | 31   | en production |
| Chicago Fire    |                | 3              | 23             | 23 septembre 2014           | 12 mai 2015                 | 9.65                                       | 47   | en production |
| Chicago Fire    |                | 4              | 23             | 13 octobre 2015             | 17 mai 2016                 | 10.47                                      | 31   | en production |
| Chicago Fire    |                | 5              | 22             | 11 octobre 2016             | 16 mai 2017                 | 9.92                                       | 26   | en production |
| Chicago Fire    |                | 6              | 23             | 28 septembre 2017           | 11 mai 2018                 | 9.67                                       | 29   | en production |
| Chicago Fire    |                | 7              | 22             | 26 septembre 2018           | 22 mai 2019                 | 11.37                                      | 14   | en production |
| Chicago Fire    |                | 8              | 20             | 25 septembre 2019           | 15 avril 2020               | 11.70                                      | 8    | en production |
| Chicago Fire    |                | 9              | 16             | 11 novembre 2020            | 26 mai 2021                 | 10.32                                      | 7    | en production |
| Chicago Fire    |                | 10             | 22             | 22 septembre 2021           | 25 mai 2022                 | 9.84                                       | 5    | en production |
| Chicago Fire    |                | 11             | 22             | 21 septembre 2022           | 24 mai 2023                 | 9.25                                       | 11   | en production |
| Chicago Fire    |                | 12             | 13             | 17 janvier 2024             | 22 mai 2024                 | 8.80                                       | 8    | en production |
| Chicago Fire    |                | 13             | 22             | 26 septembre 2024           | 21 mai 2025                 | TBA                                        |      | en production |
| Chicago Fire    |                | 14             | TBA            | 1er octobre 2025            | mai 2026                    | TBA                                        |      | en production |
| Chicago Fire    | Total          | Total          | 274            |                             |                             |                                            |      |               |
| Chicago P.D.    | Backdoor pilot | Backdoor pilot | Backdoor pilot | 15 mai 2013                 | 15 mai 2013                 | 6.90                                       |      | en production |
| Chicago P.D.    |                | 1              | 15             | 8 janvier 2014              | 13 mai 2014                 | 8.03                                       | 50   | en production |
| Chicago P.D.    |                | 2              | 23             | 24 septembre 2014           | 20 mai 2015                 | 8.74                                       | 51   | en production |
| Chicago P.D.    |                | 3              | 23             | 30 septembre 2015           | 25 mai 2016                 | 8.71                                       | 47   | en production |
| Chicago P.D.    |                | 4              | 23             | 21 septembre 2016           | 17 mai 2017                 | 8.48                                       | 36   | en production |
| Chicago P.D.    |                | 5              | 22             | 27 septembre 2017           | 9 mai 2018                  | 10.32                                      | 24   | en production |
| Chicago P.D.    |                | 6              | 22             | 26 septembre 2018           | 22 mai 2019                 | 11.18                                      | 18   | en production |
| Chicago P.D.    |                | 7              | 20             | 25 septembre 2019           | 15 avril 2020               | 11.22                                      | 11   | en production |
| Chicago P.D.    |                | 8              | 16             | 11 novembre 2020            | 26 mai 2021                 | 9.85                                       | 10   | en production |
| Chicago P.D.    |                | 9              | 22             | 22 septembre 2021           | 25 mai 2022                 | 9.18                                       | 10   | en production |
| Chicago P.D.    |                | 10             | 22             | 21 septembre 2022           | 24 mai 2023                 | 8.27                                       | 17   | en production |
| Chicago P.D.    |                | 11             | 13             | 17 janvier 2024             | 22 mai 2024                 | 7.96                                       | 13   | en production |
| Chicago P.D.    |                | 12             | 22             | 26 septembre 2024           | 21 mai 2025                 | TBA                                        |      | en production |
| Chicago P.D.    |                | 13             | TBA            | 1er octobre 2025            | mai 2026                    | TBA                                        |      | en production |
| Chicago P.D.    | Total          | Total          | 243            |                             |                             |                                            |      |               |
| Chicago Med     | Backdoor pilot | Backdoor pilot | Backdoor pilot | 7 avril 2015                | 7 avril 2015                | 8.43                                       |      | en production |
| Chicago Med     |                | 1              | 18             | 17 novembre 2015            | 17 mai 2016                 | 9.83                                       | 37   | en production |
| Chicago Med     |                | 2              | 23             | 22 septembre 2016           | 11 mai 2017                 | 9.47                                       | 28   | en production |
| Chicago Med     |                | 3              | 20             | 21 novembre 2017            | 15 mai 2018                 | 10.10                                      | 27   | en production |
| Chicago Med     |                | 4              | 22             | 26 septembre 2018           | 22 mai 2019                 | 11.04                                      | 15   | en production |
| Chicago Med     |                | 5              | 20             | 25 septembre 2019           | 15 avril 2020               | 11.22                                      | 12   | en production |
| Chicago Med     |                | 6              | 16             | 11 novembre 2020            | 26 mai 2021                 | 9.82                                       | 9    | en production |
| Chicago Med     |                | 7              | 22             | 22 septembre 2021           | 25 mai 2022                 | 9.11                                       | 11   | en production |
| Chicago Med     |                | 8              | 22             | 21 septembre 2022           | 24 mai 2023                 | 8.46                                       | 14   | en production |
| Chicago Med     |                | 9              | 13             | 17 janvier 2024             | 22 mai 2024                 | 8.20                                       | 14   | en production |
| Chicago Med     |                | 10             | 22             | 26 septembre 2024           | 21 mai 2025                 | TBA                                        |      | en production |
| Chicago Med     |                | 11             | TBA            | 1er octobre 2025            | mai 2026                    | TBA                                        |      | en production |
| Chicago Med     | Total          | Total          | 198            |                             |                             |                                            |      |               |
| Chicago Justice | Backdoor pilot | Backdoor pilot | Backdoor pilot | 11 mai 2016                 | 11 mai 2016                 | 6.75                                       |      | Terminé       |
| Chicago Justice |                | 1              | 13             | 1er mars 2017               | 14 mai 2017                 | 8.42                                       |      | Terminé       |

## Personnages principaux
| Séries          | Rôle                      | Franchise | Franchise | Franchise | Franchise | Univers            | Univers | Acteur / Actrice        | Année       |
| Séries          | Rôle                      | Fire      | P.D.      | Med       | Justice   | NY, unité spéciale | FBI     | Acteur / Actrice        | Année       |
| --------------- | ------------------------- | --------- | --------- | --------- | --------- | ------------------ | ------- | ----------------------- | ----------- |
| Chicago Fire    | Matthew Casey             | 205       | 7         | 4         |           |                    |         | Jesse Spencer           | 2012 à 2021 |
| Chicago Fire    | Kelly Severide            | 271       | 12        | 11        | 1         |                    |         | Taylor Kinney           | depuis 2012 |
| Chicago Fire    | Gabriela Dawson           | 139       | 9         | 2         |           |                    |         | Monica Raymund          | 2012 à 2019 |
| Chicago Fire    | Brian « Otis » Zvoneček † | 161       | 6         | 1         |           |                    |         | Yuri Sardarov           | 2012 à 2019 |
| Chicago Fire    | Wallace Boden             | 253       | 13        | 4         | 1         |                    |         | Eamonn Walker           | 2012 à 2024 |
| Chicago Fire    | Randall "Mouch" McHolland | 271       | 4         | 11        |           |                    |         | Christian Stolte        | depuis 2012 |
| Chicago Fire    | Joe Cruz                  | 270       | 9         | 8         |           |                    |         | Joe Miñoso              | depuis 2012 |
| Chicago Fire    | Christopher Herrmann      | 268       | 15        | 13        | 3         |                    |         | David Eigenberg         | depuis 2012 |
| Chicago Fire    | Hallie Thomas †           | 10        |           |           |           |                    |         | Teri Reeves             | 2012 à 2013 |
| Chicago Fire    | Peter Mills               | 66        | 4         |           |           |                    |         | Charlie Barnett         | 2012 à 2015 |
| Chicago Fire    | Leslie Shay †             | 49        | 2         |           |           |                    |         | Lauren German           | 2012 à 2015 |
| Chicago Fire    | Sylvie Brett              | 199       | 18        | 10        | 1         |                    |         | Kara Killmer            | 2014 à 2024 |
| Chicago Fire    | Jessica "Chili" Chilton   | 17        |           | 2         |           |                    |         | Dora Madison            | 2015 à 2016 |
| Chicago Fire    | Jimmy Borelli             | 25        | 3         |           |           |                    |         | Steven R. McQueen       | 2015 à 2016 |
| Chicago Fire    | Stella Kidd               | 188       | 2         | 2         |           |                    |         | Miranda Rae Mayo        | depuis 2016 |
| Chicago Fire    | Emily Foster              | 42        | 4         | 1         |           |                    |         | Annie Ilonzeh           | 2018 à 2020 |
| Chicago Fire    | Darren Ritter             | 128       | 1         | 2         |           |                    |         | Daniel Kyri             | 2018 à 2025 |
| Chicago Fire    | Blake Gallo               | 80        | 1         | 1         |           |                    |         | Alberto Rosende         | 2019 à 2024 |
| Chicago Fire    | Gianna Mackey             | 9         |           |           |           |                    |         | Adriyan Rae (en)        | 2020 à 2021 |
| Chicago Fire    | Violet Mikami             | 88        |           | 2         |           |                    |         | Hanako Greensmith       | depuis 2021 |
| Chicago Fire    | Sam Carver                | 52        |           | 1         |           |                    |         | Jake Lockett            | 2024 à 2025 |
| Chicago Fire    | Lizzie Novak              | 24        |           |           |           |                    |         | Jocelyn Hudon           | depuis 2024 |
| Chicago Fire    | Dom Pascal                | 19        | 1         | 1         |           |                    |         | Dermot Mulroney         | depuis 2024 |
| Chicago Fire    |                           | 1         |           |           |           |                    |         | Brandon Larracuente     | depuis 2025 |
| Chicago Fire    |                           |           |           |           |           |                    |         |                         |             |
| Chicago P.D.    | Hank Voight               | 25        | 242       | 4         | 3         | 3                  |         | Jason Beghe             | depuis 2012 |
| Chicago P.D.    | Antonio Dawson            | 47        | 115       |           | 13        | 1                  |         | Jon Seda                | 2012 à 2019 |
| Chicago P.D.    | Jay Halstead              | 18        | 189       | 28        |           | 2                  |         | Jesse Lee Soffer        | 2013 à 2022 |
| Chicago P.D.    | Erin Lindsay              | 11        | 84        | 6         | 1         | 4                  |         | Sophia Bush             | 2013 à 2017 |
| Chicago P.D.    | Adam Ruzek                | 13        | 240       | 3         |           |                    |         | Patrick Flueger         | depuis 2014 |
| Chicago P.D.    | Kim Burgess               | 24        | 240       | 9         | 1         | 2                  |         | Marina Squerciati       | depuis 2014 |
| Chicago P.D.    | Kevin Atwater             | 15        | 239       | 8         | 2         |                    |         | LaRoyce Hawkins         | depuis 2014 |
| Chicago P.D.    | Trudy Platt               | 40        | 239       | 4         | 1         |                    |         | Amy Morton              | depuis 2014 |
| Chicago P.D.    | Sheldon Jin †             |           | 15        |           |           |                    |         | Archie Kao              | 2014        |
| Chicago P.D.    | Alvin Olinsky †           | 4         | 107       | 3         | 1         |                    |         | Elias Koteas            | 2014 à 2018 |
| Chicago P.D.    | Sean Roman                | 9         | 47        | 3         |           | 2                  |         | Brian Geraghty          | 2014 à 2020 |
| Chicago P.D.    | Hailey Upton              | 7         | 140       | 4         |           |                    | 1       | Tracy Spiridakos        | 2017 à 2024 |
| Chicago P.D.    | Vanessa Rojas             | 1         | 19        | 1         |           |                    |         | Lisseth Chavez          | 2019 à 2020 |
| Chicago P.D.    | Dante Torres              |           | 56        |           |           |                    |         | Benjamin Levy Aguilar   | depuis 2022 |
| Chicago P.D.    | Kiana Cook                |           | 18        | 2         |           |                    |         | Toya Turner             | 2024-2025   |
| Chicago P.D.    | Naomi Kerr                |           | 1         |           |           |                    |         | Arienne Mandi           | depuis 2025 |
| Chicago P.D.    |                           |           |           |           |           |                    |         |                         |             |
| Chicago Med     | Sharon Goodwin            | 8         | 8         | 195       |           |                    |         | Sharon Epatha Merkerson | depuis 2015 |
| Chicago Med     | Maggie Lockwood           | 10        | 5         | 195       |           |                    |         | Marlyne Barrett         | depuis 2015 |
| Chicago Med     | Daniel Charles            | 9         | 10        | 195       | 2         |                    |         | Oliver Platt            | depuis 2015 |
| Chicago Med     | Will Halstead             | 21        | 18        | 163       |           |                    |         | Nick Gehlfuss           | 2015 à 2023 |
| Chicago Med     | Ethan Choi                | 7         | 9         | 136       |           |                    |         | Brian Tee               | 2015 à 2022 |
| Chicago Med     | April Sexton              | 12        | 3         | 122       |           |                    |         | Yaya DaCosta            | 2015 à 2021 |
| Chicago Med     | Natalie Manning           | 4         | 7         | 121       |           |                    |         | Torrey DeVitto          | 2015 à 2021 |
| Chicago Med     | Connor Rhodes             | 4         | 4         | 84        |           |                    |         | Colin Donnell           | 2015 à 2019 |
| Chicago Med     | Sarah Reese               | 2         | 2         | 64        |           |                    |         | Rachel DiPillo          | 2015 à 2018 |
| Chicago Med     | Ava Bekker †              | 1         |           | 44        |           |                    |         | Norma Kuhling (en)      | 2017 à 2019 |
| Chicago Med     | Crockett Marcel           | 4         | 1         | 93        |           |                    |         | Dominic Rains (en)      | 2019 à 2024 |
| Chicago Med     | Dylan Scott               |           | 1         | 23        |           |                    |         | Guy Lockard             | 2021 à 2022 |
| Chicago Med     | Stevie Hammer             |           |           | 14        |           |                    |         | Kristen Hager           | 2021 à 2022 |
| Chicago Med     | Dean Archer               | 2         | 1         | 81        |           |                    |         | Steven Weber            | depuis 2021 |
| Chicago Med     | Hannah Asher              | 2         |           | 71        |           |                    |         | Jessy Schram            | depuis 2021 |
| Chicago Med     | Mitch Ripley              | 1         | 1         | 32        |           |                    |         | Luke Mitchell           | depuis 2024 |
| Chicago Med     | Caitlin Lenox             | 1         | 1         | 19        |           |                    |         | Sarah Ramos             | depuis 2024 |
| Chicago Med     | John Frost                | 1         | 1         | 19        |           |                    |         | Darren Barnet           | depuis 2024 |
| Chicago Med     |                           |           |           |           |           |                    |         |                         |             |
| Chicago Justice | Peter Stone               |           | 3         | 1         | 13        | 36                 |         | Philip Winchester       | 2016 à 2019 |
| Chicago Justice | Antonio Dawson            | 47        | 115       |           | 13        | 1                  |         | Jon Seda                | 2012 à 2019 |
| Chicago Justice | Laura Nagel               |           | 1         |           | 13        |                    |         | Joelle Carter           | 2016 à 2017 |
| Chicago Justice | Anna Valdez               |           | 4         |           | 13        |                    |         | Monica Barbaro          | 2016 à 2017 |
| Chicago Justice | Mark Jefferies            | 2         | 4         |           | 13        | 1                  |         | Carl Weathers           | 2016 à 2018 |
| Chicago Justice |                           |           |           |           |           |                    |         |                         |             |

## Crossovers
Le tableau suivant affiche tous les scénarios de croisement impliquant les séries Chicago.
| Séries concernées        | Séries concernées        | Séries concernées        | Titres des épisodes | Acteurs faisant une apparition en dehors de leur série | Date de diffusion aux États-Unis  | Description |
| Série A                  | Série B                  | Série C                  | Titres des épisodes | Acteurs faisant une apparition en dehors de leur série | Date de diffusion aux États-Unis  | Description |
| ------------------------ | ------------------------ | ------------------------ | --- | --- | --------------------------------- | --- |
| Chicago Fire             | Chicago P.D.             |                          | "Adieu, Hallie" (Chicago Fire S01E23) (Backdoor pilot) | Invités dans la série A: Jason Beghe, Jon Seda, LaRoyce Hawkins | 15 mai 2013                       | Les événements obligent le lieutenant Casey à faire équipe avec l'unité de renseignement, désormais dirigée par Voight, qui ne semble pas avoir changé ses manières de travers après son passage en prison. |
| New York, unité spéciale | Chicago P.D.             |                          | "Fin de la plaisanterie" (New York, unité spéciale S15E15) "Les Alliés de New York" (Chicago P.D. S01E06)                                                                   | Invités dans la série A: Sophia Bush Invités dans la série B: Ice-T, Kelli Giddish, David Eigenberg | 26 février 2014                   | L'inspecteur de Chicago Erin Lindsay demande à l'unité spéciale de New York de l'aider à résoudre une série de viols et de meurtres, alors Odafin Tutuola et Amanda Rollins se rendent à Chicago pour aider la brigade du renseignement de la police de Chicago à attraper le coupable. |
| Chicago Fire             | Chicago P.D.             |                          | "Journée Noire" (Chicago Fire S02E20) "L'Attaque de Chicago" (Chicago P.D. S01E12)                                                                                          | Invités dans la série A: Jason Beghe, Jon Seda, Sophia Bush, Jesse Soffer, Marina Squerciati, LaRoyce Hawkins Invités dans la série B: Jesse Spencer, Taylor Kinney, Eamonn Walker, Lauren German, Charlie Barnett, Joe Minoso | 29 avril 2014 30 avril 2014       | Une explosion majeure a lieu à Chicago Med où Casey et Dawson se portent volontaires pour une course caritative, alors caserne 51 et le renseignement travaillent ensemble pour trouver les coupables. |
| Chicago Fire             | New York, unité spéciale | Chicago P.D.             | "Les Jeunes Mariés" (Chicago Fire S03E07) "Chicago, New York (partie 1)" (New York, unité spéciale S16E07) "Chicago, New York (2/2)" (Chicago P.D. S02E07)                  | Invités dans la série A: Jason Beghe, Sophia Bush, Kelli Giddish Invités dans la série B: Jason Beghe, Sophia Bush, Jesse Soffer Invités dans la série C: Danny Pino, Kelli Giddish, Mariska Hargitay | 11 novembre 2014 12 novembre 2014 | Alors que le caserne 51 secours le propriétaire d'une maison en feu, ils le trouvent serrant une valise au contenu suspicieux. Le service du renseignement de la police de Chicago lance une enquête les menant à travailler avec l'Unité Spéciale de New York afin d'arrêter un réseau de pornographie infantile. |
| Chicago Fire             | Chicago P.D.             |                          | "En l'honneur de Shay" (Chicago Fire S03E13) "Le Complexe du Phoenix" (Chicago P.D. S02E13)                                                                                 | Invités dans la série A : Marina Squerciati, Brian Geraghty, Jon Seda Invités dans la série B : Monica Raymund, Charlie Barnett, Eamonn Walker | 3 février 2015 4 février 2015     | Quand de nouveaux indices concernant la mort de Shay sont découverts, la caserne 51 travaille avec les renseignements pour appréhender le pyromane suspecté de l'avoir assassinée. |
| Chicago Fire             | Chicago Med              |                          | "Carnage aux urgences" (Chicago Fire S03E19) (Backdoor pilot) | Invités dans la série A : Nick Gehlfuss, Yaya DaCosta, Oliver Platt, Sharon Epatha Merkerson, Jon Seda, Jesse Soffer, Patrick Flueger | 7 avril 2015                      | L'équipe transporte les victimes d'une fuite chimique à Chicago Med, où la situation devient dangereuse en raison d'un fou porteur de grenade qui prétend avoir une maladie aéroportée mortelle. Après l'explosion, tout le monde commence à paniquer et à fuir Chicago Med. |
| Chicago Fire             | Chicago P.D.             | New York, unité spéciale | "La Petite Nouvelle" (Chicago Fire S03E21) "De New York à Chicago (1re partie)" (Chicago P.D. S02E20) "De New York à Chicago (2e partie)" (New York, unité spéciale S16E20) | Invités dans la série A : Mariska Hargitay, Jason Beghe, Jon Seda, Tamara Tunie Invités dans la série B: Mariska Hargitay, Danny Pino, Ice-T, Peter Scanavino, Jesse Spencer, Eamonn Walker Invités dans la série C : Jason Beghe, Sophia Bush, Jesse Soffer, Marina Squerciati, Brian Geraghty, Stella Maeve | 28 avril 2015 29 avril 2015       | Un feu d'appartement est relié à une enquête de tentative de viol et de meurtre non résolue de New York. L'unité spéciale de New York et le renseignement de Chicago travaillent alors ensemble pour trouver le suspect. |
| Chicago Fire             | Chicago Med              | Chicago P.D.             | "L'Âme du 51" (Chicago Fire S04E10) "Erreur de diagnostic" (Chicago Med S01E05) "Serment d'hypocrite" (Chicago P.D. S03E10)                                                 | Invités dans la série A : Brian Tee, Nick Gehlfuss, Amy Morton, Patrick Flueger, Marina Squerciati, Colin Donnell, Yaya DaCosta Invités dans la série B : Taylor Kinney, Monica Raymund, Kara Killmer, Dora Madison, David Eigenberg, Joe Minoso, Christian Stolte, Jesse Soffer, Sophia Bush Invités dans la série C : Torrey DeVitto, Oliver Platt | 5 janvier 2016 6 janvier 2016     | La caserne 51 trouve une femme brûlée dans le coma et la transporte au Chicago Med où les medecins découvrent qu'elle a été empoisonnée. Les renseignements recherchent alors le médecin suspect. |
| New York, unité spéciale | Chicago P.D.             |                          | "Donner pour reprendre" (New York, unité spéciale S17E14) "L'Enfant maudit" (Chicago P.D. S03E14)                                                                           | Invités dans la série A : Jason Beghe, Sophia Bush, Jon Seda Invités dans la série B : Mariska Hargitay, Ice-T, Eamonn Walker, Brian Tee | 10 février 2016                   | Les détectives de Chicago, Erin Lindsay et Antonio Dawson viennent à New York pour aider à la recherche de deux meurtriers évadés, dont Greg Yates, qui revient à Chicago et commet un triple homicide, alors les détectives de l'unité spéciale Olivia Benson et Odafin Tutuola viennent à Chicago pour se joindre à l'enquête. |
| Chicago P.D.             | Chicago Justice          |                          | "Au-dessus des lois" (Chicago PD S03E21) (Backdoor pilot) | Invités dans la série A : Philip Winchester, Joelle Carter, Carl Weathers, Taylor Kinney, Joe Minoso, Steven R. McQueen, Kara Killmer, Colin Donnell, Brian Tee, Marlyne Barrett | 11 mai 2016                       | Le procureur adjoint des États, Peter Stone, a été chargé d'aider à défendre Burgess et de mener sa propre enquête sur le meurtre d'une adolescente afro-américaine non armée qui est accusée d'avoir tiré sur son partenaire. |
| Chicago Fire             | Chicago P.D.             |                          | "Vieux démons" (Chicago Fire S05E09) "Fuite en avant" (Chicago P.D. S04E09)                                                                                                 | Invités dans la série A : Jason Beghe, Sophia Bush, Amy Morton, Marlyne Barrett Invités dans la série B : Taylor Kinney, Christian Stolte, Jesse Spencer | 3 janvier 2017 4 janvier 2017     | La voiture de Severide est retrouvée sur les lieux d'un accident mortel. Afin de l'innocenter, la brigade du renseignement lance une enquête pour découvrir ce qui s'est passé. |
| Chicago Fire             | Chicago P.D.             | Chicago Justice          | "Piège mortel" (Chicago Fire S05E15) "Un deuil impossible" (Chicago P.D. S04E16) "Incendie criminel" (Chicago Justice S01E01)                                               | Invités dans la série A : Nick Gehlfuss, Torrey DeVitto, Yaya DaCosta, Oliver Platt, Brian Tee, Marlyne Barrett, S. Epatha Merkerson, Jason Beghe, Sophia Bush, Marina Squerciati, Elias Koteas, Carl Weathers Invités dans la série B : Nick Gehlfuss, Torrey DeVitto, Eamonn Walker, Philip Winchester, Jon Seda, Taylor Kinney, Kara Killmer, Brian Tee Invités dans la série C : Elias Koteas, Jason Beghe, Taylor Kinney | 1er mars 2017                     | La caserne 51 intervient sur l’incendie d’un entrepôt mettant en danger la vie de beaucoup d’individus notamment celle d’un officier de Police de Chicago. |
| Chicago Justice          | Chicago P.D.             |                          | "Principe de précaution" (Chicago Justice S01E02) | Invités dans la série A : Richard Brooks, Jason Beghe, Marina Squerciati, LaRoyce Hawkins, Amy Morton | 5 mars 2017                       | À la demande du Sgt. Hank Voight, l'avocat de la défense Paul Robinette se rend à Chicago pour défendre l'officier Kevin Atwater et affronte l'ASA Peter Stone, le fils de son ancien collègue Ben Stone. |
| New York, unité spéciale | Chicago Justice          |                          | "À bout de souffle" (New York, unité spéciale S19E13) | Invités dans la série A : Philip Winchester et Sam Waterston | 7 février 2018                    | Après avoir voyagé à New York pour assister aux funérailles de son père, Peter Stone accepte une offre d'emploi du procureur de district Jack McCoy pour travailler pour le bureau du procureur. Son premier cas est la poursuite du substitut du procureur Rafael Barba, qui est accusé du meurtre d'un enfant en phase terminale.                                                                                                 |
| Chicago P.D.             | Chicago Fire             |                          | "Viral" (Chicago P.D. S05E16) "La Traque" (Chicago Fire S06E13) | Invités dans la série A : Jesse Spencer, Taylor Kinney, Monica Raymund, Kara Killmer, David Eigenberg, Joe Minoso, Christian Stolte, Eamonn Walker Invités dans la série B : Jason Beghe, Jon Seda, Amy Morton, Patrick Flueger, Jesse Soffer, Tracy Spiridakos, Marina Squerciati, LaRoyce Hawkins | 7 mars 2018 8 mars 2018           | Un attentat à la bombe dans un studio de télévision où le sergent Platt est interviewé est retransmis en direct. L'unité de renseignement enquête et découvre que ce poseur de bombe cible les membres des médias. Voight va à la caserne 51 pour les aider dans l'enquête. Pendant ce temps, Dawson découvre que sa fille a deux comptes de médias sociaux et a menti à ce sujet.                                                  |
| Chicago Fire             | Chicago Med              | Chicago P.D.             | "Entrée en guerre" (Chicago Fire S07E02) "Syndrome post-traumatique" (Chicago Med S04E02) "Un secret dans les cendres" (Chicago P.D. S06E02)                                | Invités dans la série A : Jesse Soffer, la distribution principale de Chicago Med. Invités dans la série B : Brian Tee, S. Epatha Merkerson, Taylor Kinney, Eamonn Walker, Annie Ilonzeh, Nick Gehlfuss. Invités dans la série C : Jesse Lee Soffer, distribution principale de Chicago Fire. | 3 octobre 2018                    | Un incendie consume un complexe d'appartements de 25 étages, envoyant les résidents à Chicago Med pour un traitement. Lorsque les renseignements découvrent la cause de l'incendie, l'affaire devient personnelle pour Jay Halstead. |
| New York, unité spéciale | Chicago Justice          |                          | "À la frontière du légal" (New York, unité spéciale S20E03) | Invités dans la série A : Carl Weathers | 4 octobre 2018                    | Après qu'un enfant immigré clandestin a été séparé de sa mère, Peter Stone demande l'aide de son ancien patron, le procureur de l'État de Chicago, Mark Jefferies, pour les réunir. |
| Chicago Fire             | Chicago P.D.             |                          | "Ce que j'ai vu" (Chicago Fire S07E15) "Mauvais choix mais bonnes raisons" (Chicago P.D. S06E15)                                                                            | Invités dans la série A : Jason Beghe, Jesse Soffer, Tracy Spiridakos. Invités dans la série B : Joe Minoso, Jesse Spencer, Taylor Kinney, Eamonn Walker, Annie Ilonzeh, Kara Killmer. | 20 février 2019                   | Une vague de vols a été révélée après la disparition d'une clé du casier de la caserne des pompiers. |
| Chicago Fire             | Chicago Med              | Chicago P.D.             | "Infection" (Chicago Fire S08E04) "Épidémie" (Chicago Med S05E04) "La fin justifie les moyens" (Chicago P.D. S07E04)                                                        | Invités dans la série A : Distribution principale de Chicago Med et Chicago P.D. Invités dans la série B : Distribution principale de Chicago Fire et Chicago P.D. Invités dans la série C : Distribution principale de Chicago Fire et Chicago Med | 16 octobre 2019                   | Alors qu'ils se préparaient à regarder un match de football américain, une personne tombe malade. La personne est transférée à Chicago Med et il s'avère qu'il s'agit d'une maladie inconnue qui fait des ravages sur de nombreuses victimes dans la ville et qu'il pourrait s'agir d'une attaque terroriste. Les personnages des trois séries travaillent ensemble aux côtés du CDC pour trouver l'origine et guérir les patients. |
| Chicago Fire             | Chicago P.D.             |                          | "Cavalier seul" (Chicago Fire S08E015) "A la recherche du dealer" (Chicago P.D. S07E015)                                                                                    | Invités dans la série A : Jason Beghe, Marina Squerciati, Patrick Flueger, LaRoyce Hawkins, Brian Geraghty Invités dans la série B : Taylor Kinney, Kara Killmer, Christian Stolte, Annie Ilonzeh, Eamonn Walker | 26 février 2020                   | Lorsque les pompiers et la police s'associent pour résoudre le cas d'une mauvaise overdose, l'ancien officier de police de Chicago Sean Roman retourne à Chicago pour aider. |
| FBI                      | Chicago P.D.             |                          | "Une erreur de jeunesse" (FBI S02E019) | Invités dans la série A : Tracy Spiridakos | 31 mars 2020                      | Après que le corps d'un étudiant a été retrouvé dans une affaire de drogue qui a mal tourné, le détective Hailey Upton de Chicago aide l'équipe du FBI dans son enquête à New York. |
| Chicago Fire             | Chicago Med              | Chicago P.D.             | "Dans les tranchées : Partie I " (Chicago Fire S13E11) "Dans les tranchées : Partie II " (Chicago Med S10E11) "Dans les tranchées : Partie III " (Chicago PD S12E11)        | Invités dans la série A : Steven Weber, Jessy Schram, Luke Mitchell, Sarah Ramos, Darren Barnet, Oliver Platt, Jason Beghe, Marina Squerciati, Patrick Flueger, Amy Morton Invités dans la série B : Taylor Kinney, David Eigenberg, Christian Stolte, Miranda Rae Mayo, Daniel Kyri , Jake Lockett, Dermot Mulroney, Jason Beghe, Marina Squerciati, Patrick Flueger, Amy Morton, LaRoyce Hawkins, Toya Turner Invités dans la série C : Taylor Kinney, David Eigenberg, Christian Stolte, Miranda Rae Mayo, Dermot Mulroney, Steven Weber, Luke Mitchell, Sarah Ramos, Darren Barnet, S. Epatha Merkerson, Oliver Platt | 29 janvier 2025                   | Lorsqu'une explosion de gaz secoue un gratte-ciel, les premiers secours de Chicago interviennent en force pour secourir des centaines de civils dont deux des leurs. |